# Geološka formacija
Geološka formacija ali preprosto formacija je kamnina z doslednim naborom fizičnih značilnosti (litologija), po katerih se razlikuje od sosednjih kamnin in ki zavzema določen položaj v plasteh kamnine, izpostavljenih v geografski regiji (stratigrafski stolpec). Je temeljna enota litostratigrafije, preučevanja plasti ali plasti kamnin.
Formacija mora biti dovolj velika, da jo je mogoče kartirati na površju ali slediti v podpovršju. Formacije sicer niso opredeljene z debelino njihovih kamninskih plasti, ki se lahko zelo razlikujejo. Običajno so v obliki tabele, vendar ne splošno. Lahko so sestavljene iz ene same litologije (vrsta kamnine) ali iz izmenjujočih se slojev dveh ali več litologij ali celo iz heterogene mešanice litologij, če se po tem razlikujejo od sosednjih teles kamnin.
Koncept geološke formacije sega v začetke sodobne znanstvene geologije. Izraz je uporabil Abraham Gottlob Werner v svoji teoriji o izvoru Zemlje, ki je bila razvita v obdobju od leta 1774 do njegove smrti leta 1817. Koncept je sčasoma postajal vse bolj formaliziran in je zdaj kodificiran v delih, kot je Severnoameriški stratigrafski kodeks in njegovi primerki v drugih regijah.
Geološke karte, ki prikazujejo, kje so na površju izpostavljene različne formacije, so bistvenega pomena za področja, kot je strukturna geologija, ki geologom omogočajo sklepanje o tektonski zgodovini regije ali napovedovanje verjetnih lokacij za zakopane mineralne vire.

## Definiranje formacij
Meje formacije so izbrane tako, da ji zagotovijo največjo praktično litološko konsistentnost. Formacij ne bi smeli definirati noben drug kriterij razen litologija. Litologija formacije vključuje značilnosti, kot so kemična in mineraloška sestava, tekstura, barva, primarne usedalne strukture, fosili, ki se štejejo za delce, ki tvorijo kamnine, ali drugi organski materiali, kot sta premog ali kerogen. Taksonomija fosilov ni veljavna litološka osnova za opredelitev formacije.
Nasprotje v litologiji med formacijami, ki je potrebno za utemeljitev njihove ustanovitve, se spreminja glede na kompleksnost geologije regije. Formacije mora biti mogoče razmejiti v merilu geološkega kartiranja, ki se običajno izvaja v regiji; debelina formacij se lahko giblje od manj kot meter do nekaj tisoč metrov.
Geološke formacije so običajno poimenovane po stalni naravni ali umetni značilnosti geografskega območja, v katerem so bile prvič opisane. Ime je sestavljeno iz zemljepisnega imena in 'tvorbe' ali opisnega imena. Primeri vključujejo formacijo Morrison, imenovano po mestu Morrison v Koloradu, in apnenec Kaibab, imenovan po planoti Kaibab v Arizoni. Imena ne smejo podvajati prejšnjih imen formacij, tako da se na primer na novo določena formacija ne more poimenovati formacija Kaibab, saj je apnenec Kaibab že uveljavljen kot ime formacije. Prva uporaba imena ima prednost pred vsemi drugimi, prav tako ime, uporabljeno za določeno tvorbo.
Kot pri drugih stratigrafskih enotah formalna oznaka formacije vključuje stratotip, ki je običajno tipski odsek. Tipski odsek je idealno dobra osvetlitev tvorbe, ki kaže njeno celotno debelino. Če formacija ni nikjer povsem izpostavljena ali če kaže precejšnje bočne variacije, se lahko določijo dodatni referenčni odseki. Dolgo uveljavljene formacije, ki segajo pred sodobno kodifikacijo stratigrafije ali nimajo tabele (kot so vulkanske formacije), lahko kot svoj stratotip zamenjajo tipsko lokacijo za tipski odsek. Od geologa, ki definira formacijo, se pričakuje, da opiše stratotip dovolj podrobno, da lahko drugi geologi formacijo nedvoumno prepoznajo.
Čeprav formacije ne smejo biti definirane z nobenim drugim kriterijem kot s primarno litologijo, je pogosto koristno določiti biostratigrafske enote na podlagi paleontoloških meril, kronostratigrafske enote na podlagi starosti kamnin in kemostratigrafske enote na podlagi geokemičnih meril, ki so vključena v stratigrafske kode.

## Uporabnost formacij
Koncept formalno definiranih geoloških plasti je osrednjega pomena za geološko disciplino stratigrafije, formacija pa je temeljna enota stratigrafije. Formacije so lahko združene v skupine stratumov ali razdeljene na člane. Člani se od formacij razlikujejo po tem, da jih ni treba kartirati v istem merilu kot formacije, čeprav morajo biti litološko razločljivi, kjer so prisotni.
Opredelitev in prepoznavanje formacij omogočata geologom korelacijo geoloških plasti na širokih razdaljah med izdanki in izpostavljenostjo plasti kamnin. Formacije so bile sprva opisane kot bistveni geološki časovni označevalci na podlagi njihove relativne starosti in pravila superpozicije. Delitve geološke časovne lestvice so opisali in kronološko postavili geologi in stratigrafi 18. in 19. stoletja.
Geološke formacije je mogoče koristno definirati za plasti sedimentnih kamnin, metamorfne kamnine nizke stopnje in vulkanske kamnine. Intruzivne magmatske kamnine in visoko metamorfizirane kamnine se na splošno ne štejejo za tvorbe, temveč so opisane kot litodemi.

## Druge uporabe izraza
Formacija se neformalno uporablja tudi za opis nenavadnih oblik (form), ki jih kamnine pridobijo z erozijo ali procesi usedanja. Takšna formacija je opuščena, ko nanjo ne vpliva več geološki dejavnik, ki jo je ustvaril. Nekatere dobro znane jamske formacije vključujejo stalaktite in stalagmite.